# Gerbilliscus inclusa
Gerbilliscus inclusa är en däggdjursart som beskrevs av Thomas och Wroughton 1908. Gerbilliscus inclusa ingår i släktet Gerbilliscus och familjen råttdjur. Inga underarter finns listade i Catalogue of Life.

## Utseende
Denna gnagare når en kroppslängd (huvud och bål) av 15,2 till 16,1 cm, en svanslängd av 13,5 till 19,1 cm och en vikt av 99 till 154 g. Den har 3,9 till 4,4 cm lång bakfötter och 2,1 till 2,9 cm stora öron. Håren som bildar pälsen på ovansidan har gråa och ockra avsnitt samt en svart spets. Pälsen blir ljusare fram mot kroppens sidor. På undersidan förekommer vit päls. Huvudet kännetecknas av en svart fläck under varje öga, av långa mörka morrhår samt av köttfärgade öron. Djurets fram- och baktassar är nästan vita och de har fem fingrar respektive tår. Lillfingret är påfallande litet. Svansen är uppdelad i en mörk ovansida och en ljus undersida. Honor har tre eller fyra par spenar. Denna ökenråtta har en ränna i de övre framtänderna men inte i underkäkens framtänder.

## Utbredning
Arten lever med två från varandra skilda populationer i östra Afrika i södra Tanzania, Moçambique och östra Zimbabwe. Habitatet utgörs av fuktiga savanner. Djuret hittas ofta vid skogarnas kanter eller på jordbruksmark. Gnagaren föredrar sandig mark eller andra avlagringar som bildades under historisk tid. Den årliga nederbörden i utbredningsområdet är vanligen större än 800 mm.

## Ekologi
Gerbilliscus inclusa är nattaktiv och går främst på marken. Den gräver underjordiska tunnelsystem som oftast har två eller tre gångar och två kamrar. Vid en av gångarna skapas nödutgången. Födan utgörs av frön och frukter. Exemplar i fångenskap åt även insekter. Troligtvis lever varje individ ensam när honan inte är brunstig. Efter 23 till 24 dagar dräktighet föds 2 eller 3 blinda ungar. De öppnar sina ögon efter 16 till 20 dagar.

## Status
Inga allvarliga hot mot beståndet är kända. Arten listas av IUCN som livskraftig (LC).